# Сілкі
Сілкі (англ. The Silkie) — науково-фантастичний роман канадського письменника Альфреда ван Вогта, вперше опублікований 1969 року.
Роман є фіксапом трьох оповідань про «сілкі» — тюленеподібних мутантів-поліморфів. Головний герой сілкі Нат Кемп:
- «The Silkie» (липень 1964) (глави 1—8);
- «Silkies in Space» (травень 1966) (глави 9—22);
- «Enemy of the Silkies» (жовтень 1967) (глави 23—33).

Взявши натхнення з кельтської легенди про селкі, роман описує расу людей зі здатністю змінювати форму тіла. Як і в легенді, сілкі можуть жити під водою. А також подорожувати без скафандра у відкритому космосі. У всіх трьох формах сілкі можуть деякою мірою керувати ментальними силами та енергією.
У пролозі розповідається походження сілкі в результаті генетичних маніпуляцій, далі дія переміщується на сто років у майбутнє, у якому сілкі працюють у навколоземному космосі на не доступних для людях роботах. Людство контролює їх за допомогою Особливих людей, які можуть встановити телепатичний зв’язок із сілкі. Усі сілкі — чоловіки, і більшість з них одружені з Особливими жінками. Раз на кілька років у кожного сілкі настає шлюбний сезон, під час якого він неконтрольовано приймає людську форму і залишається в ній до закінчення сезону.
Сілкі використовують так звану «Логіку рівнів». Замість дихотомії символ/реальність загальної семантики, логіка рівнів замінює концепцію поведінки та інстинктів як складних неврологічних структур і петель зворотного зв'язку.

## Зміст
Пролог
Молода жінка, яка живе разом зі своїм батьком на човні на Гаїті, дізнається про лікаря, який, можливо, володіє секретом вічної молодості. Вони привозять на своєму човні літніх емігрантів на острів Ехо, де живе геній, доктор Сойєр. Вона стикається з молодим чоловіком, який випливає на берег, перетворюючись із рибоподібної форми на людину. Він називає себе продуктом роботи Сойєра і каже їй, що їм з Сойєром потрібні жінки, щоб народити йому дітей.
Сілкі
Сілкі Нет Кемп натикається на космічний кораблем Варіантів. Вони є результатом не дуже вдалих експериментів з геномом сілкі. Цей конкретний корабель складається здебільшого з водних варіантів. Кемпа запрошують на корабель; він змінює свою тверду панцерну форму, якою мандрує космосом, у морську форму.
Варіанти скаржаться на надзвичайні сили 10-річного хлопчика. Згідно правил людей, усі сілкі з занадто видатними можливостями повинні знищуватись заради безпеки.
Хлопчик, який періодично контролює усіх Варіантів, стверджує, що він його син. Нет вірить йому, оскільки сілкі не виховують і не знають своїх дітей. Він каже Кемпу, що хоче повернутися на Землю, щоб дослідити свої незвичайні сили.
Однак сілкам заради безпеки дають дозвіл відвідати Землю лише під час їх шлюбного сезону.
Кемп таємно повертається на Землю, щоб захистити сина. Особливі люди знаходять його і комп'ютерне сканування виявляє у його мозку наслідки впливу інопланетного створіння. Однієї з характеристик створіння є величезні сексуальні спроможності.
Нет відвідує свою дружину Джоан, під час сексу він виявляє, що це прибулець прийняв її вигляд. Інопланетянин, відомий як Кібмадін, який є кращим поліморфом ніж сілкі, після сутички втікає.
Комп'ютер аналізує відчуття Неда і описує расу хижаків-поліморфів, яка практикує сексуально-канібалістичні стосунки: прийнявши форму раси жертви, під час статевого акту починає пожирати жертву насолоджуючись її больовими відчуттями. Озброївшись цим, Кемп зустрічає Кібмадіна і використовує логіку рівнів, щоб спрямувати його в пам’ять попередніх жертв. Збуджений прибулець, прийнявши форму колишньої жертви, поглинає сам себе.
Сілкі в космосі
Сілкі по всій Землі стикаються з двійниками, які потім тікають в космос. Кемп відслідковує їх до астероїда, який наближається до Сонця, всередині якого є таємнича сила, яка контролює цих сілкі, а також надає їм здібності, з якими Кемп і земні сілкі не можуть зрівнятися.
На астероїді є повна популяція сілкі: чоловіки і жінки. Це відкриття ставить під загрозу відносини між сілкі і їхніми земними дружинами. Очевидно, історія доктора Сойєра була шахрайством, яке мало на меті дозволити сілкі легалізуватись на Землі після того, як астероїд вперше наблизився до Сонця.
У момент, коли влада Землі приходить до угоди з невідомою силою, що стоїть за космічними сілкі, ця сила зтягує Землю з орбіти. Кемпу вдається втекти, але він знаходить Землю, зменшену в розмірах і встановлену як трофей всередині астероїда. Істота в астероїді, відома як Гліс, походить із давніх часів, коли закони природи були іншими. Кемп знаходитьв в Логіці рівнів ключ до справжньої природи Гліса та запускає зворотний зв'язок, який змушує його вийти зі стану затримки розвитку до наступної фази. Гліс стає величезною рожевою зіркою, звільняючи тисячі планет зі своєї колекції. На звільненій Землі минули лічені секунди, тепер людство та космічні сілкі повинні навчитися співіснувати на Землі, яка є частиною величезної нової зоряної системи.
Ворог сілкі
Під час дослідження нових планет невідома сила вбиває одного із астероїдних сілкі. Цілком можливо, що жертва впізнала природу нападника перед смертю через расову пам'ять.
Зрештою Кемп стикається з могутнім прибульцем раси Ніджан, який, здається, здатний маніпулювати часом і простором. Використовуючи одну зі зброй Гліса, Кемп виживає в сутичці. Ніджанці починають викрадати сілкі і Особливих людей із Землі. Це означає, що вони вивчають логіку рівнів, одну з небагатьох видів зброї, яка може діяти проти них.
Від самих старших сілкі Кемп дізнається, що раніше вони при нападі ніджанців рятувались маскуванням приймаючи їхню форму.
Як і гліси, ніджанці походять із давніх часів, коли час і простір були пластичними і могли керуватись волею. Розвиваючи свої здібності до зміни форми, Кемп вчиться прийняти форму ніджанів. Використовуючи логіку рівнів, він запускає в них послідовність реакцій, яка заражає кожного з них і передає іншим ніджанцям уздовж каналів зв'язку, які вони підтримують. Самознищення, викликане цим, руйнує саму реальність, поки Кемп не стає єдиним, що залишилося. Кемп усвідомлює, що, перебуваючи в формі Ніджана, він може уявити будь-який Всесвіт і створити його. Він вирішує відтворити Всесвіт без ніджанів, глісів чи кібмадінів. Він повертає Землю на її місце на орбіті навколо Сонця, а також вирішує перетворити всіх людей на сілкі.